# Мельничук Ігор Сергійович
Ігор Сергійович Мельничук (8 липня 1966, Рівне) — український дипломат. Надзвичайний і Повноважний Посланник. Генеральний консул України в Нижньому Новгороді.

## Біографія
Народився 8 липня 1966 року в місті Рівне. Закінчив Львівське вище військово-політичне училище за спеціальністю «військова журналістика» та Інститут журналістики Київського національного університету ім. Т. Г. Шевченко.
Проходив службу на журналістських посадах в газеті «Радянський воїн» Сибірського військового округу і в прес-службі Міністерства оборони України, працював в Українському національному інформаційному агентстві «Укрінформ».
З 2005 р на дипломатичній роботі: Посольство України в Російській Федерації, Міністерство закордонних справ України.
1-й секретар Посольства України в Російській Федерації.
У 2012 році призначений Генеральним консулом України в Нижньому Новгороді..
З 2016 року — радник гуманітарного відділу Департаменту протидії загрозам з боку Російської Федерації Міністерства закордонних справ України
З 2017 року — начальник безпекового відділу Департаменту протидії загрозам з боку Російської Федерації Міністерства закордонних справ України.